# Dolichocodia furacis
Dolichocodia furacis là một loài ruồi trong họ Tachinidae.